# 链螳属
链螳属（学名：Ormomantis）是矮螳科的一属。

## 下属物种
本属包括以下物种：
- 印度链螳 Ormomantis indica Giglio-Tos, 1915